# Erada
Erada ist eine Gemeinde (Freguesia) im portugiesischen Kreis Covilhã. In ihr leben 575 Einwohner (Stand 19. April 2021).